# جاسم يعقوب (لاعب كرة قدم إماراتي)
جاسم يعقوب (مواليد 16 مارس 1997) لاعب كرة قدم إماراتي يجيد اللعب في الجناح مع نادي النصر في دوري الخليج العربي الإماراتي .

## مسيرة اللاعب
لعب في نادي النصر و أعير إلى نادي خورفكان ونادي حتا.

## روابط خارجية
- جاسم يعقوب على موقع Soccerway.com (الإنجليزية)